# Премії НАН України імені видатних учених України — лауреати 2018 року
Премії НАН України імені видатних учених України — лауреати 2018 року.

## Лауреати
Згідно з постановою Президії НАН України від 27 лютого 2019 року № 61 за підсумками конкурсу 2018 р., проведеного відділеннями Національної академії наук України лауреатами премій стали:
| Премія                                             | Премійовані роботи | Лауреати                           | Коротко про лауреата |
| -------------------------------------------------- | --- | ---------------------------------- | --- |
| Премія НАН України імені М. М. Крилова             | за цикл праць «Розвиток аналітично-чисельних і якісних методів дослідження диференціальних рівнянь та їх застосування до розв'язання задач механіки і тепломасопереносу»                                                     | Кушнір Роман Михайлович            | академік НАН України, директор Інституту прикладних проблем механіки і математики ім. Я. С. Підстригача НАН України                                                         |
| Премія НАН України імені М. М. Крилова             | за цикл праць «Розвиток аналітично-чисельних і якісних методів дослідження диференціальних рівнянь та їх застосування до розв'язання задач механіки і тепломасопереносу»                                                     | Петришин Роман Іванович            | доктор фізико-математичних наук, перший проректор Чернівецького національного університету імені Юрія Федьковича                                                            |
| Премія НАН України імені М. М. Крилова             | за цикл праць «Розвиток аналітично-чисельних і якісних методів дослідження диференціальних рівнянь та їх застосування до розв'язання задач механіки і тепломасопереносу»                                                     | П'янило Ярослав Данилович          | доктор технічних наук, директор Центру математичного моделювання Інституту прикладних проблем механіки і математики ім. Я. С. Підстригача НАН України                       |
| Премія НАН України імені М. О. Лаврентьєва         | за цикл праць «Розробка нових методів теорії динамічних систем, групових дій і теорії зображень» | Даниленко Олександр Іванович       | доктор фізико-математичних наук, провідний науковий співробітник Фізико-технічного інституту низьких температур ім. Б. І. Вєркіна НАН України                               |
| Премія НАН України імені М. О. Лаврентьєва         | за цикл праць «Розробка нових методів теорії динамічних систем, групових дій і теорії зображень» | Дрозд Юрій Анатолійович            | член-кореспондент НАН України, завідувач відділу Інституту математики НАН України                                                                                           |
| Премія НАН України імені М. О. Лаврентьєва         | за цикл праць «Розробка нових методів теорії динамічних систем, групових дій і теорії зображень» | Кошманенко Володимир Дмитрович     | доктор фізико-математичних наук, провідний науковий співробітник Інституту математики НАН України                                                                           |
| Премія НАН України імені Ю. О. Митропольського     | за цикл праць «Розвиток теорії хаосу та концепції ідеальної турбулентності» | Шарковський Олександр Миколайович  | академік НАН України, головний науковий співробітник Інституту математики НАН України                                                                                       |
| Премія НАН України імені Ю. О. Митропольського     | за цикл праць «Розвиток теорії хаосу та концепції ідеальної турбулентності» | Романенко Олена Юріївна            | доктор фізико-математичних наук, провідний науковий співробітник Інституту математики НАН України                                                                           |
| Премія НАН України імені В. М. Глушкова            | за серію праць «Телекомунікаційні системи» | Ільченко Михайлу Юхимович          | академік НАН України, проректор Національного технічного університету України «Київський політехнічний інститут імені Ігоря Сікорського»                                    |
| Премія НАН України імені В. М. Глушкова            | за серію праць «Телекомунікаційні системи» | Кравчук Сергій Олександрович       | доктор технічних наук, професор Національного технічного університету України «Київський політехнічний інститут імені Ігоря Сікорського»                                    |
| Премія НАН України імені В. М. Глушкова            | за серію праць «Телекомунікаційні системи» | Уривський Леонід Олександрович     | доктор технічних наук, завідувач кафедри Національного технічного університету України «Київський політехнічний інститут імені Ігоря Сікорського»                           |
| Премія НАН України імені О. М. Динника             | за серію праць «Проблеми механіки руйнування та контактної взаємодії тіл з початковими напруженнями» | Богданов Вячеслав Леонідович       | академік НАН України, провідний науковий співробітник Інституту механіки ім. С. П. Тимошенка НАН України                                                                    |
| Премія НАН України імені О. М. Динника             | за серію праць «Проблеми механіки руйнування та контактної взаємодії тіл з початковими напруженнями» | Назаренко Володимир Михайлович     | член-кореспондент НАН України, завідувач відділу Інституту механіки ім. С. П. Тимошенка НАН України                                                                         |
| Премія НАН України імені О. М. Динника             | за серію праць «Проблеми механіки руйнування та контактної взаємодії тіл з початковими напруженнями» | Бабич Степан Юрійович              | доктор технічних наук, провідний науковий співробітник Інституту механіки ім. С. П. Тимошенка НАН України                                                                   |
| Премія НАН України імені М. К. Янгеля              | за цикл робіт «Динаміка та аеродинаміка перспективних просторово розвинених транспортних і енергетичних систем» | Радченко Микола Олексійович        | доктор технічних наук, провідний науковий співробітник Інституту транспортних систем і технологій НАН України                                                               |
| Премія НАН України імені М. К. Янгеля              | за цикл робіт «Динаміка та аеродинаміка перспективних просторово розвинених транспортних і енергетичних систем» | Тарасов Сергій Васильович          | кандидат технічних наук, завідувач відділу Інституту транспортних систем і технологій НАН України                                                                           |
| Премія НАН України імені М. К. Янгеля              | за цикл робіт «Динаміка та аеродинаміка перспективних просторово розвинених транспортних і енергетичних систем» | Редчиць Дмитро Олександрович       | кандидат фізико-математичних наук, старший науковий співробітник Інституту транспортних систем і технологій НАН України                                                     |
| Премія НАН України імені М. П. Барабашова          | за вимірювання поляриметричних оптичних характеристик поверхонь вибраних комет і супутників планет Сонячної системи | Розенбуш Віра Калениківна          | доктор фізико-математичних наук, головний науковий співробітник Астрономічної обсерваторії Київського національного університету імені Тараса Шевченка                      |
| Премія НАН України імені М. П. Барабашова          | за вимірювання поляриметричних оптичних характеристик поверхонь вибраних комет і супутників планет Сонячної системи | Кисельов Микола Миколайович        | доктор фізико-математичних наук, головний науковий співробітник (на громадських засадах) Головної астрономічної обсерваторії НАН України                                    |
| Премія НАН України імені М. П. Барабашова          | за вимірювання поляриметричних оптичних характеристик поверхонь вибраних комет і супутників планет Сонячної системи | Лук'яник Ігор Васильович           | кандидат фізико-математичних наук, старший науковий співробітник Астрономічної обсерваторії Київського національного університету імені Тараса Шевченка                     |
| Премія НАН України імені Г. В. Курдюмова           | за розробку методів керування властивостями новітніх інженерних матеріалів при мартенситних перетвореннях | Данільченко Віталій Юхимович       | доктор фізико-математичних наук, головний науковий співробітник Інституту металофізики ім. Г. В. Курдюмова НАН України                                                      |
| Премія НАН України імені Г. В. Курдюмова           | за розробку методів керування властивостями новітніх інженерних матеріалів при мартенситних перетвореннях | Перелома Олена Віталіївна          | кандидат фізико-математичних наук, директор Центру електронної мікроскопії Університету Вуллонгонг (Австралія)                                                              |
| Премія НАН України імені Г. В. Курдюмова           | за розробку методів керування властивостями новітніх інженерних матеріалів при мартенситних перетвореннях | Фірстов Георгій Сергійович         | доктор фізико-математичних наук, заступник директора з наукової роботи Інституту металофізики ім. Г. В. Курдюмова НАН України                                               |
| Премія НАН України імені С. І. Пекаря              | за розробку аналітичних та числових методів дослідження хвильових і трансформаційних процесів у неоднорідних та нерівноважних конденсованих середовищах                                                                      | Іванов Михайло Олексійович         | доктор фізико-математичних наук, завідувач відділу Інституту металофізики ім. Г. В. Курдюмова НАН України                                                                   |
| Премія НАН України імені С. І. Пекаря              | за розробку аналітичних та числових методів дослідження хвильових і трансформаційних процесів у неоднорідних та нерівноважних конденсованих середовищах                                                                      | Носич Олександр Йосипович          | доктор фізико-математичних наук, головний науковий співробітник Інституту радіофізики та електроніки ім. О. Я. Усикова НАН України                                          |
| Премія НАН України імені С. І. Пекаря              | за розробку аналітичних та числових методів дослідження хвильових і трансформаційних процесів у неоднорідних та нерівноважних конденсованих середовищах                                                                      | Скрипник Юрій Вікторович           | доктор фізико-математичних наук, провідний науковий співробітник Інституту теоретичної фізики ім. М. М. Боголюбова НАН України                                              |
| Премія НАН України імені Л. В. Шубникова           | за виявлення властивостей, що притаманні магнонним кристалам, у шубниковській фазі новітніх напівпровідників | Вовк Руслан Володимирович          | доктор фізико-математичних наук, декан Харківського національного університету імені В. Н. Каразіна                                                                         |
| Премія НАН України імені Л. В. Шубникова           | за виявлення властивостей, що притаманні магнонним кристалам, у шубниковській фазі новітніх напівпровідників | Кордюк Олександр Анатолійович      | член-кореспондент НАН України, директор Державної наукової установи «Київський академічний університет»                                                                     |
| Премія НАН України імені Л. В. Шубникова           | за виявлення властивостей, що притаманні магнонним кристалам, у шубниковській фазі новітніх напівпровідників | Назиров Заріф Фятіхович            | кандидат фізико-математичних наук, проректор Харківського національного університету імені В. Н. Каразіна                                                                   |
| Премія НАН України імені П. А. Тутковського        | за цикл праць «Математичне моделювання розповсюдження радіоактивності в морських системах внаслідок аварій на Чорнобильській та Фукусімській АЕС та його застосування в системах підтримки рішень при ядерних аваріях»       | Бровченко Ігор Олександрович       | доктор фізико-математичних наук, заступник директора з наукової роботи Інституту проблем математичних машин і систем НАН України                                            |
| Премія НАН України імені П. А. Тутковського        | за цикл праць «Математичне моделювання розповсюдження радіоактивності в морських системах внаслідок аварій на Чорнобильській та Фукусімській АЕС та його застосування в системах підтримки рішень при ядерних аваріях»       | Мадерич Володимир Станіславович    | доктор фізико-математичних наук, завідувач відділу Інституту проблем математичних машин і систем НАН України                                                                |
| Премія НАН України імені П. А. Тутковського        | за цикл праць «Математичне моделювання розповсюдження радіоактивності в морських системах внаслідок аварій на Чорнобильській та Фукусімській АЕС та його застосування в системах підтримки рішень при ядерних аваріях»       | Беженар Роман Васильович           | кандидат фізико-математичних наук, старший науковий співробітник Інституту проблем математичних машин і систем НАН України                                                  |
| Премія НАН України імені В. І. Трефілова           | за монографію «Структурообразование керамических материалов» | Олєйник Галина Сергіївна           | доктор фізико-математичних наук, провідний науковий співробітник Інституту проблем матеріалознавства ім. І. М. Францевича НАН України                                       |
| Премія НАН України імені М. М. Доброхотова         | за цикл праць «Створення технологій одержання високоміцного чавуну з використанням модифікування розплаву в протокових реакторах, що розташовані у ливниково-живильних системах виливків»                                    | Бубликов Валентин Борисович        | доктор технічних наук, завідувач відділу Фізико-технологічного інституту металів та сплавів НАН України                                                                     |
| Премія НАН України імені М. М. Доброхотова         | за цикл праць «Створення технологій одержання високоміцного чавуну з використанням модифікування розплаву в протокових реакторах, що розташовані у ливниково-живильних системах виливків»                                    | Бачинський Юрій Дмитрович          | кандидат технічних наук, науковий співробітник Фізико-технологічного інституту металів та сплавів НАН України                                                               |
| Премія НАН України імені М. М. Доброхотова         | за цикл праць «Створення технологій одержання високоміцного чавуну з використанням модифікування розплаву в протокових реакторах, що розташовані у ливниково-живильних системах виливків»                                    | Нестерук Олена Петрівна            | кандидат технічних наук, старший науковий співробітник Фізико-технологічного інституту металів та сплавів НАН України                                                       |
| Премія НАН України імені В. М. Хрущова             | за серію праць «Моделювання мультифізичних процесів в силових трансформаторах та реакторах» | Подольцев Олександр Дмитрович      | доктор технічних наук, головний науковий співробітник Інституту електродинаміки НАН України                                                                                 |
| Премія НАН України імені В. М. Хрущова             | за серію праць «Моделювання мультифізичних процесів в силових трансформаторах та реакторах» | Хімюк Іван Васильович              | кандидат технічних наук, старший науковий співробітник Інституту електродинаміки НАН України                                                                                |
| Премія НАН України імені В. М. Хрущова             | за серію праць «Моделювання мультифізичних процесів в силових трансформаторах та реакторах» | Іванків Віктор Феодосійович        | кандидат технічних наук, начальнику бюро ПрАТ «Запоріжтрансформатор» |
| Премія НАН України імені О. І. Ахієзера            | за цикл праць «Деякі проблеми фізики твердого тіла та квантової електродинаміки» | Бар'яхтар Віктор Григорович        | академік НАН України, почесний директор Інституту магнетизму НАН України та МОН України                                                                                     |
| Премія НАН України імені О. І. Ахієзера            | за цикл праць «Деякі проблеми фізики твердого тіла та квантової електродинаміки» | Пелетмінський Сергій Володимирович | академік НАН України, головний науковий співробітник Інституту теоретичної фізики ім. О. І. Ахієзера Національного наукового центру «Харківський фізико-технічний інститут» |
| Премія НАН України імені О. І. Ахієзера            | за цикл праць «Деякі проблеми фізики твердого тіла та квантової електродинаміки» | Шульга Микола Федорович            | академік НАН України, генеральний директор Національного наукового центру «Харківський фізико-технічний інститут»                                                           |
| Премія НАН України імені К. Д. Синельникова        | за цикл праць «Теорія процесів в зв'язаній системі атомів і ядер» | Дзюблик Олексій Ярославович        | доктор фізико-математичних наук, провідний науковий співробітник Інституту ядерних досліджень НАН України                                                                   |
| Премія НАН України імені К. Д. Синельникова        | за цикл праць «Теорія процесів в зв'язаній системі атомів і ядер» | Федоткін Сергій Миколайович        | доктор фізико-математичних наук, провідний науковий співробітник Інституту ядерних досліджень НАН України                                                                   |
| Премія НАН України імені О. І. Бродського          | за цикл праць «Будова і реакційна здатність координаційних сполук металів в електроосадженні та електрокаталізі» | Кублановський Валерій Семенович    | доктор технічних наук, завідувач відділу Інституту загальної та неорганічної хімії ім. В. І. Вернадського НАН України                                                       |
| Премія НАН України імені О. І. Бродського          | за цикл праць «Будова і реакційна здатність координаційних сполук металів в електроосадженні та електрокаталізі» | Берсірова Оксана Леонідівна        | доктор хімічних наук, провідний науковий співробітник Інституту загальної та неорганічної хімії ім. В. І. Вернадського НАН України                                          |
| Премія НАН України імені О. І. Бродського          | за цикл праць «Будова і реакційна здатність координаційних сполук металів в електроосадженні та електрокаталізі» | Пірський Юрій Кузьмич              | доктор хімічних наук, завідувач лабораторії Інституту загальної та неорганічної хімії ім. В. І. Вернадського НАН України                                                    |
| Премія НАН України імені Ф. Г. Яновського          | за серію праць «Хронічне обструктивне захворювання легень: стратегія запобігання прогресуванню патології» | Островський Микола Миколайович     | доктор медичних наук, завідувач кафедри Івано-Франківського національного медичного університету МОЗ України                                                                |
| Премія НАН України імені Ф. Г. Яновського          | за серію праць «Хронічне обструктивне захворювання легень: стратегія запобігання прогресуванню патології» | Кулинич-Міськів Мар'яна Олегівна   | кандидат медичних наук, доцент Івано-Франківського національного медичного університету МОЗ України                                                                         |
| Премія НАН України імені Ф. Г. Яновського          | за серію праць «Хронічне обструктивне захворювання легень: стратегія запобігання прогресуванню патології» | Савеліхіна Ірина Олександрівна     | кандидат медичних наук, асистенту кафедри Івано-Франківського національного медичного університету МОЗ України                                                              |
| Премія НАН України імені Д. К. Заболотного         | за серію робіт «Механізми пробіотичної дії молочнокислих бактерій: сучасний стан і перспективи» | Коваленко Надія Костянтинівна      | член-кореспондент НАН України, провідний науковий співробітник Інституту мікробіології і вірусології ім. Д. К. Заболотного НАН України                                      |
| Премія НАН України імені Д. К. Заболотного         | за серію робіт «Механізми пробіотичної дії молочнокислих бактерій: сучасний стан і перспективи» | Гармашева Інна Леонтіївна          | кандидат біологічних наук, старший науковий співробітник Інституту мікробіології і вірусології ім. Д. К. Заболотного НАН України                                            |
| Премія НАН України імені Д. К. Заболотного         | за серію робіт «Механізми пробіотичної дії молочнокислих бактерій: сучасний стан і перспективи» | Олещенко Любов Тимофіївна          | провідний інженеру Інституту мікробіології і вірусології ім. Д. К. Заболотного НАН України                                                                                  |
| Премія НАН України імені О. О. Богомольця          | за цикл праць «Шляхи і механізми дії інтерлейкінів — продуктів клітин системи імунітету та клітин системи сполучної тканини — центральних регуляторів гомеостазу органів і тканин як в нормі, так і при патологічних станах» | Бережна Нінель Михайлівна          | доктор медичних наук, провідний науковий співробітник Інституту експериментальної патології, онкології і радіобіології ім. Р. Є. Кавецького НАН України                     |
| Премія НАН України імені Д. Ф. Чеботарьова         | за цикл робіт «Механізми розвитку, діагностика, профілактика та лікування захворювань кістково-м'язової системи у людей літнього віку»                                                                                       | Поворознюк Владислав Володимирович | доктор медичних наук, керівник відділу Державної установи «Інститут геронтології імені Д. Ф. Чеботарьова НАМН України»                                                      |
| Премія НАН України імені Д. Ф. Чеботарьова         | за цикл робіт «Механізми розвитку, діагностика, профілактика та лікування захворювань кістково-м'язової системи у людей літнього віку»                                                                                       | Григор'єва Наталія Вікторівна      | доктор медичних наук, провідний науковий співробітник Державної установи «Інститут геронтології імені Д. Ф. Чеботарьова НАМН України»                                       |
| Премія НАН України імені Д. Ф. Чеботарьова         | за цикл робіт «Механізми розвитку, діагностика, профілактика та лікування захворювань кістково-м'язової системи у людей літнього віку»                                                                                       | Дзерович Наталія Іванівна          | доктор медичних наук, головний науковий співробітник Державної установи «Інститут геронтології імені Д. Ф. Чеботарьова НАМН України»                                        |
| Премія НАН України імені М. Г. Холодного           | за цикл праць «Оксид азоту як регулятор організації рослинного цитоскелету» | Блюм Ярослав Борисович             | академік НАН України, директор Державної установи «Інститут харчової біотехнології та геноміки НАН України»                                                                 |
| Премія НАН України імені М. Г. Холодного           | за цикл праць «Оксид азоту як регулятор організації рослинного цитоскелету» | Ємець Алла Іванівна                | член-кореспондент НАН України, завідувач відділу Державної установи «Інститут харчової біотехнології та геноміки НАН України»                                               |
| Премія НАН України імені М. Г. Холодного           | за цикл праць «Оксид азоту як регулятор організації рослинного цитоскелету» | Красиленко Юлія Андріївна          | кандидат біологічних наук, науковий співробітник відділу Державної установи «Інститут харчової біотехнології та геноміки НАН України»                                       |
| Премія НАН України імені М. І. Туган-Барановського | за цикл праць Децентралізація влади та реформування адміністративно-територіального устрою в Україні" | Кравців Василь Степанович          | доктор економічних наук, директор Державної установи «Інститут регіональних досліджень імені М. І. Долішнього НАН України»                                                  |
| Премія НАН України імені М. І. Туган-Барановського | за цикл праць Децентралізація влади та реформування адміністративно-територіального устрою в Україні" | Сторонянська Ірина Зеновіївна      | доктор економічних наук, заступник директора з наукової роботи Державної установи «Інститут регіональних досліджень імені М. І. Долішнього НАН України»                     |
| Премія НАН України імені М. І. Туган-Барановського | за цикл праць Децентралізація влади та реформування адміністративно-територіального устрою в Україні" | Жук Петро Володимирович            | кандидат економічних наук, провідний науковий співробітник Державної установи «Інститут регіональних досліджень імені М. І. Долішнього НАН України»                         |
| Премія НАН України імені А. Ю. Кримського          | за монографію «Османсько-українське степове порубіжжя в османсько-турецьких джерелах XVIII ст.» | Середа Олександр Григорович        | кандидат історичних наук, науковий співробітник Інституту сходознавства ім. А. Ю. Кримського НАН України                                                                    |
| Премія НАН України імені Ф. І. Шміта               | за працю «Ікони святого Миколи в український малярстві кінця XIV—XVI століть: ґенеза, особливості іконографії та семантики»                                                                                                  | Бурковська Любов Володимирівна     | кандидат мистецтвознавства, науковий співробітник Інституту мистецтвознавства, фольклористики та етнології ім. М. Т. Рильського НАН України                                 |
| Премія НАН України імені О. О. Потебні             | за працю «Фольклорна проза про голодомори ХХ ст. в Україні» | Сокіл Василь Васильович            | доктор філологічних наук, завідувач відділу Інституту народознавства НАН України                                                                                            |